# Let Your Soul Be Your Pilot
Let Your Soul Be Your Pilot – piosenka napisana i nagrana przez brytyjskiego muzyka Stinga, którą wydano w 1996 roku na pierwszym singlu, który promował jego piąty solowy album Mercury Falling (1996). 
W 1997 roku utwór został nominowany do amerykańskiej nagrody branży muzycznej Grammy w kategorii najlepszy męski popowy występ wokalny (Best Male Pop Vocal Performance; zwycięzca: Eric Clapton – „Change the World”).
W lutym 1996 roku, przed wydaniem albumu, Sting wykonał tę piosenkę (i „You Still Touch Me”) na żywo podczas amerykańskiego programu telewizyjnego Saturday Night Live (sez. 21, odc. 14), który wyemitowano na kanale NBC.
Piosenkę umieszczono na albumie kompilacyjnym The Very Best of Sting & The Police, który zawierał zarówno solowe nagrania Stinga, jak i utwory z dyskografii jego zespołu The Police.

## Wypowiedzi i opinie
W 1996 roku na łamach ogólnoeuropejskiego czasopisma muzycznego „Music & Media” napisano, że utwór jest „dobrym przykładem pogłębiającego się wpływu czarnej muzyki na Stinga”. W tym samym artykule periodyku przytoczono też fragment wywiadu udzielonego przez muzyka dla jednej z rozgłośni: „Nie możesz być lepszy niż Otis Redding (…) Ale mogę zmienić te wpływy, aby uczynić je bardziej moimi. Więc to zdecydowanie nagranie Stinga”. We wcześniejszym wydaniu tygodnika napisano o tym utworze w podsumowaniu nowo wydanych albumów: „Podnoszący na duchu klimat gospel pierwszego singla «Let Your Soul Be Your Pilot» i klasyczna dusza «You Still Touch Me» tworzą wspaniałe utwory radiowe”.

## Listy przebojów
| Kraj | Lista                                | Pozycja | Źr.    |
| ---- | ------------------------------------ | ------- | ------ |
| AU   | Top 100 Singles                      | 65      | [ 8 ]  |
| EU   | Eurochart Hot 100 Singles            | 61      | [ 2 ]  |
| EU   | Adult Contemporary Europe Top 25     | 1       | [ 9 ]  |
| EU   | EHR Top 40                           | 1       | [ 2 ]  |
| GSA  | Major Market Airplay: GSA            | 1       | [ 10 ] |
| FI   | Suomen virallinen lista: Singlet     | 14      | [ 11 ] |
| NL   | Single Top 100                       | 43      | [ 12 ] |
| CA   | „RPM” Top Singles                    | 7       | [ 13 ] |
| CA   | „RPM” Adult Contemporary             | 8       | [ 14 ] |
| DE   | Single Top 100                       | 58      | [ 15 ] |
| PL   | LP3                                  | 4       | [ 16 ] |
| PL   | Major Market Airplay: Poland         | 3       | [ 10 ] |
| GB   | Official Singles Chart Top 100       | 15      | [ 17 ] |
| GB   | Major Market Airplay: United Kingdom | 1       | [ 10 ] |
| US   | Hot 100                              | 86      | [ 18 ] |

| Kraj | Lista               | Pozycja | Źr.    |
| ---- | ------------------- | ------- | ------ |
| EU   | EHR Year-End Top 40 | 12      | [ 19 ] |
| CA   | „RPM” Top Singles   | 55      | [ 20 ] |
| IT   | Top Annuali Single  | 98      | [ 21 ] |

## Inne wersje
W 2011 roku amerykański piosenkarz i aktor Matthew Morrison (znany z pierwszoplanowej roli w serialu telewizyjnym Glee) nagrał wersję utworu w duecie ze Stingiem; nagranie z aranżacją umieszczono na debiutanckim albumie eponimicznym Morrisona.